# Biskupi Juigalpa
Biskupi Juigalpa – biskupi diecezjalni prałatury terytorialnej, a od 1991 diecezji Juigalpa.

## Biskupi

### Biskupi diecezjalni
| Lata urzędowania | Biskup | Biskup                       | Uwagi                                                              |
| ---------------- | ------ | ---------------------------- | ------------------------------------------------------------------ |
|                  |        | Julián Luis Barni Spotti OFM | prefekt w latach 1962–1970, następnie biskup diecezjalny Matagalpa |
| 1991–1993        |        | Pablo Antonio Vega Mantilla  | prefekt w latach 1970–1991, następnie biskup diecezjalny           |
| 1995–2003        |        | Bernard Hombach              | następnie biskup diecezjalny Granady                               |
| 2004–2019        |        | René Sócrates Sándigo Jirón  | następnie biskup diecezjalny León en Nikaragua                     |
| od 2020          |        | Marcial Guzmán               |                                                                    |